# Anastasios Sinaites

Rembrandt, Hl. Anastasius, 1631 Nationalmuseum Stockholm

Anastasios Sinaites, auch Anastasius Sinaita (* ca. 630; † nach 700), war Mönch und Kirchenschriftsteller.
Anastasios, geboren in Amathos (Zypern), war Presbyter und Mönch im Katharinenkloster (Sinai), dessen Krankenhaus er leitete. Daneben entfaltete er eine umfangreiche literarische Tätigkeit, in der er sich vor allem der Verteidigung der chalzedonensischen Orthodoxie und pastoralen Problemen widmete. Viele seiner Predigten, Schriften und Reden sind erhalten und wurden in den letzten Jahren neu herausgegeben.
Er wird als Heiliger verehrt. Sein Gedenktag ist der 21. April.
Auch die beiden gleichnamigen Bischöfe von Antiochia am Orontes, Anastasios (559–599) und dessen Nachfolger Anastasios (599–610), werden zuweilen mit dem Namen Anastasios Sinaites bezeichnet.

## Werke
- Kuehn, Clement A. - John D. Baggarly (Hg. u. Übers.), Anastasius of Sinai. Hexaemeron (Orientalia Christiana Analecta 278). Pontificio Istituto Orientale, Rom 2007.
  - Dimitrios Zaganas: L'Hexaemeron d’Anastase le Sinaïte. Son authenticité, ses sources et son exégèse allégorisante. Brill, Leiden 2021, ISBN 978-90-04-47245-7:
- Richard, Marcel - Joseph Munitiz (Hg.), Anastasii Sinaïtae: Quaestiones et responsiones (CCSG 59). Brepols, Turnhout 2006.
  - Joseph Munitiz (Hg.), Anastasius of Sinai, Questions and Answers. Introduction, translation and notes (Corpus Christianorum in Translation 7). Brepols, Turnhout 2011.
- Uthemann, Karl-Heinz (Hg.), Anastasii Sinaïtae: Viae dux [„Hodegos“] (CCSG 8). Brepols, Turnhout 1981.
- Uthemann, Karl-Heinz (Hg.), Anastasii Sinaïtae: Sermones duo in constitutionem hominis secundum imaginem Dei necnon opuscula adversus monotheletas  (CCSG 12). Brepols, Turnhout 1985.
- Binggeli, André (Hg. u. Übers.), Anastase le Sinaïte: Récits sur le Sinaï et Récits utiles à l’âme. Édition, traduction, commentaire. 2 Bände, Dissertation, Paris Sorbonne, 2001 (ANRT, Lille 2003: 2 Microfiches)